# حزب البيئة الخضراء الكيني
حزب البيئة الخضراء الكيني هو حزب أخضر كيني. كان يُعرف سابقًا باسم الحزب الليبرالي الكيني. في الانتخابات العامة الكينية لعام 1997، قدم الحزب مرشحًا رئاسيًا، وانجاري ماثاي، التي حصلت فيما بعد على جائزة نوبل للسلام. ماثاي كانت مجرد مرشح ثانوي. لم تفز بمقعد نيابي. في عام 2002، أجريت الانتخابات العامة التالية وكان الحزب بقيادة ماثاي جزءًا من تحالف قوس قزح الوطني المنتصر. ماثاي نفسها فازت بالمقعد البرلماني لدائرة تيتو.
في الانتخابات العامة الكينية 2007، كان الحزب جزءًا من حزب الوحدة الوطنية الذي تم إنشاؤه حديثًا بقيادة الرئيس مواي كيباكي. ومع ذلك، قدم الحزب أيضًا مرشحين خاصين. فاز الحزب بمقعد برلماني واحد في الانتخابات، بعد أن تغلب سيلاس موريوكي على مرشح الاتحاد الوطني التقدمي ديفيد مويراريا للفوز بالمقعد البرلماني لدائرة شمال إمينتي.

## روابط خارجية
- MGPK